# 骨桥蛋白
骨桥蛋白（英語：Osteopontin，缩写OPN）也被称为骨涎蛋白I（BSP-1或BNSP），早期T淋巴细胞活化因子（ETA-1），分泌磷蛋白1（SPP1）和抗立克次体(Ric)，是在人类中由SPP1基因（分泌磷蛋白1）编码的蛋白质。 骨桥蛋白属于SIBLING蛋白，于1986年首次在成骨细胞中被发现。
Osteopontin的前缀“osteo-”表示蛋白质在骨中表达，尽管其也在其他组织中表达。后缀“-pontin”来自“pons”，为“桥”的拉丁文，表示骨桥蛋白是一种连接蛋白。骨桥蛋白是细胞外基质蛋白，因此是骨的有机组分。这种蛋白质的同义词包括唾液蛋白I和BPP（骨磷蛋白）。
编码该蛋白的基因具有7个外显子，跨度长度为5千碱基对，在人类中，其位于4号染色体长臂22区（4q1322.1）。 该蛋白质由近300个氨基酸残基组成并且连接约30个糖基（包括10个唾液酸残基，其在高尔基体中的修饰期间连接到蛋白质）， 该蛋白质富含酸性残基：30-36％是天冬氨酸或谷氨酸。